# Demografia Saint Pierre i Miguelon
Ten artykuł jest o demograficznych cechach ludności z Saint-Pierre i Miquelon, w tym o gęstości zaludnienia, pochodzeniu etnicznym, poziomie edukacji, zdrowiu publicznym, statusie ekonomicznym, przynależności religijnej i innych aspektach ludności.

## Struktura ludności[1]
Struktura ludności (19.01.2006) (Spis):
| Grupa wiekowa | Mężczyźni | Kobiety | Łącznie | %     |
| ------------- | --------- | ------- | ------- | ----- |
| Łącznie       | 3 034     | 3 091   | 6 125   | 100   |
| 0-4           | 143       | 146     | 289     | 4,72  |
| 5-9           | 211       | 206     | 417     | 6,81  |
| 10-14         | 237       | 224     | 461     | 7,53  |
| 15-19         | 188       | 178     | 366     | 5,98  |
| 20-24         | 136       | 122     | 258     | 4,21  |
| 25-29         | 166       | 167     | 333     | 5,44  |
| 30-34         | 202       | 229     | 431     | 7,04  |
| 35-39         | 294       | 274     | 568     | 9,27  |
| 40-44         | 293       | 282     | 575     | 9,39  |
| 45-49         | 246       | 225     | 471     | 7,69  |
| 50-54         | 238       | 197     | 435     | 7,10  |
| 55-59         | 231       | 201     | 432     | 7,05  |
| 60-64         | 143       | 137     | 280     | 4,57  |
| 65-69         | 115       | 128     | 243     | 3,97  |
| 70-74         | 83        | 125     | 208     | 3,40  |
| 75-79         | 42        | 86      | 128     | 2,09  |
| 80-84         | 35        | 79      | 114     | 1,86  |
| 85-89         | 19        | 56      | 75      | 1,22  |
| 90-94         | 12        | 18      | 30      | 0,49  |
| 95+           | 0         | 11      | 11      | 0,18  |
| Grupa wiekowa | Mężczyźni | Kobiety | Łącznie | %     |
| 0-14          | 591       | 576     | 1 167   | 19,05 |
| 15-64         | 2 137     | 2 012   | 4 149   | 67,74 |
| 65+           | 306       | 503     | 809     | 13,21 |

## CIA World Factbook – statystyki demograficzne
Poniższe dane statystyczne pochodzą z CIA World Factbook.

### Ludność
- 5 657 (2015)

### Powierzchnia
- 242 km²

### Gęstość zaludnienia
- 23,38 osób/km²

### Struktura wiekowa
- 0–14 lat: 15,96% (mężczyźni 465; kobiety 438)
- 15–24 lat: 8,75% (mężczyźni 256; kobiety 239)
- 25–54 lat: 42,87% (mężczyźni 1 199; kobiety 1 226)
- 55–64 lat: 13,68% (mężczyźni 404; kobiety 370)
- 65 i więcej lat: 18,74% (mężczyźni 443; kobiety 617) (2015)

### Tempo wzrostu liczby ludności
- -1.08% (2015)

### Wskaźnik urodzeń
- 7,42 urodzeń/1000 osób (2015)

### Wskaźnik zgonów
- 9,72 zgonów/1000 osób (2015)

### Współczynnik migracji
- -8,49 migrantów/1,000 mieszkańców (2015)

### Stosunek płci
- po urodzeniu: 1,05 mężczyzny/kobietę
- 0–14 lat: 1,06 mężczyzny/kobietę
- 15–24 lat: 1,07 mężczyzny/kobietę
- 25–54 lat: 0,98 mężczyzny/kobietę
- 55–64 lat: 1,09 mężczyzny/kobietę
- 65 lat i starsze: 0,72 mężczyzny/kobietę
- w całej populacji: 0,96 mężczyzny/kobietę (2015)

### Współczynnik umieralności niemowląt
- 6,78 zgonów/1000 urodzeń żywych (2015.)

### Oczekiwana długość życia przy urodzeniu
- ogólna: 80,39 lat
- mężczyźni: 78,06 lat
- kobiety: 82,85 lat (2015)

### Dzietność
- 1,56 dziecka/kobietę (2015)

### Grupy etniczne
- Baskowie, Bretończycy, Normanowie (francuscy rybacy), Frankokanadyjczycy, w tym potomkowie uchodźców z Akadii, a także potomkowie osób z Nowej Fundlandii

### Religia
- Kościół rzymskokatolicki: 99%

### Języki
- francuski
- baskijski – wymarły w latach 50. XX wieku